# Jeroniki
Jeroniki – wieś w Polsce położona w województwie podlaskim, w powiecie białostockim, w gminie Choroszcz.
W latach 1975–1998 miejscowość administracyjnie należała do województwa białostockiego.
Wierni kościoła rzymskokatolickiego należą do parafii św. Jana Chrzciciela i św. Szczepana w Choroszczy.

## Transport
W pobliżu miejscowości przechodzą drogi.
- droga międzynarodowa E67 Helsinki – Kowno – Warszawa – Praga,
- droga ekspresowa S8 Kudowa-Zdrój – Wrocław – Warszawa – Białystok – Suwałki – Budzisko